# Patricia Neal
Patricia Neal (født 20. januar 1926, død 8. august 2010) var en Oscar-vindende amerikansk skuespiller. Hun vandt en Oscar for sin rolle som "Alma Brown" i filmen Den utæmmelige (Hud).
Hun debuterede på Broadway i 1946, og var med i sin første film i 1949. Hun skrev en biografi (As I am) om sig selv som udkom i 1988. Hun blev i 1965 ramt af et slagtilfælde, men tre år senere kunne hun fortsætte sit filmarbejde.
Fra 1953 til 1983 var hun gift med forfatteren Roald Dahl med hvem hun fik fem børn.